# Акиль
Акиль (исп. Akil) — посёлок в Мексике, штат Юкатан, входит в состав одноимённого муниципалитета и является его административным центром. Численность населения, по данным переписи 2010 года, составила 10 176 человек.

## Общие сведения
Название Akil с юкатекского языка можно перевести как место, где растёт много лозы или лиан.
Поселение было основано в 1821 году, после объявления Юкатана независимым от Испанской короны.